# Cynotilapia afra
Cynotilapia afra – gatunek słodkowodnej ryby okoniokształtnej z rodziny pielęgnicowatych (Cichlidae). 

## Występowanie
Gatunek endemiczny jeziora Malawi (Niasa) w Afryce.

## Warunki w akwarium
| Zalecane warunki w akwarium | Zalecane warunki w akwarium                             |
| --------------------------- | ------------------------------------------------------- |
| Zbiornik                    | średni, minimum 100 cm, 90 l                            |
| Temperatura wody            | 25–29°C                                                 |
| Twardość wody               | twarda, 10–25°dGH                                       |
| Skala pH                    | zasadowa, 7,5–8,5                                       |
| Pokarm                      | mrożony, suchy, żywy, larwy owadów, skorupiaki, ślimaki |